# Reelin' In the Years
"Reelin' In the Years" is een nummer van de Amerikaanse band Steely Dan. Het nummer werd uitgebracht op hun album Can't Buy a Thrill uit 1972. In maart 1973 werd het nummer uitgebracht als de tweede en laatste single van het album.

## Achtergrond
"Reelin' In the Years" is geschreven door bandleden Walter Becker en Donald Fagen en geproduceerd door Gary Katz. Het nummer is vooral bekend van de gitaarsolo gespeeld door sessiemuzikant Elliott Randall; zo vertelde Led Zeppelin-gitarist Jimmy Page dat het zijn favoriete solo ooit is. Het werd door de lezers van het tijdschrift Guitar World tevens op plaats 40 gezet in de lijst met beste gitaarsolo's aller tijden. Donald Fagen beschreef het nummer als "dom maar effectief" in een interview met het tijdschrift Rolling Stone.
"Reelin' In the Years" werd uitsluitend een hit in de VS, Canada en Australië. De plaat werd in thuisland de VS een grote hit in de Billboard Hot 100, waar de   11e positie werd behaald. In Canada werd de 15e positie behaald en in Australië de 62e. 
In Nederland werd de plaat in het voorjaar van 1973 veel gedraaid op de zeezenders en de publieke radiozender Hilversum 3, maar desondanks werd de Veronica Top 40 op Radio Veronica niet bereikt en bleef de plaat steken op de 6e positie in de Tipparade. Ook in de publieke hitlijst; de Hilversum 3 Top 30 / Daverende Dertig op Hilversum 3 werd géén notering behaald en bleef de plaat steken op een 11e positie in de Tip 30.
Ook in België behaalde de plaat gëén notering in zowel de voorloper van de Vlaamse Ultratop 50 als de Vlaamse Radio 2 Top 30 en de Waalse hitlijst.
De plaat is gecoverd door Donny Osmond en Marie Osmond. Daarnaast werd de plaat gebruikt in de films For Love of the Game en The Devil's Rejects en in de televisieserie The Wonder Years.
Sinds de allereerste editie in december 1999 staat de plaat onafgebroken genoteerd in de jaarlijkse NPO Radio 2 Top 2000 van de Nederlandse publieke radiozender NPO Radio 2, met als hoogste notering tot nu toe een 1233e positie in 2009.

## NPO Radio 2 Top 2000
| Nummer met noteringen in de NPO Radio 2 Top 2000 | '99  | '00  | '01  | '02  | '03  | '04  | '05  | '06  | '07  | '08  | '09  | '10  | '11  | '12  | '13  | '14  | '15  | '16  | '17  |
| ------------------------------------------------ | ---- | ---- | ---- | ---- | ---- | ---- | ---- | ---- | ---- | ---- | ---- | ---- | ---- | ---- | ---- | ---- | ---- | ---- | ---- |
| Reelin' In the Years                             | 1266 | 1286 | 1510 | 1319 | 1332 | 1480 | 1608 | 1538 | 1844 | 1565 | 1233 | 1317 | 1381 | 1555 | 1549 | 1656 | 1916 | 1915 | 1621 |

1. ↑  Een vetgedrukt getal geeft de hoogste notering aan.
2. ↑  Deze tabel is bijgewerkt tot en met de laatste editie (2024).